# 고영구
고영구(高泳耉, 1939년 10월 18일~ )는 대한민국의 법조인, 정치인이다. 본관은 제주이며, 강원도 정선군 출신이다.

## 학력
- 영월중학교 졸업
- 체신고등학교 졸업
- 건국대학교 정치대학 법학 학사

## 생애
체신고등학교를 졸업한 뒤 집배원으로 활동하다가 사법고시 12회에 합격하고 판사로 임용되었다. 1979년 서울민사지방법원 부장판사으로 활동하였다. 1981년 11대 총선에서 민한당의 공천으로 당선되면서 정치에 입문하였다.
이 후 민추협, 민변 등의 재야단체에서 활동하며 인권변호사로 활동하였다. 2003년에는 참여정부 초대 국가정보원 수장으로 2년간 재직하였다.

## 역대 선거 결과
|  | 15.74% |

|  | 18.13% |

|  | 7.14% |

## 같이 보기
- 영월군·평창군·정선군
- 영월군의 국회의원
- 평창군의 국회의원
- 정선군의 국회의원
- 대한민국의 국가정보원장